# تدقيق الحقائق
تدقيق الحقائق هي عملية تسعى إلى تأكيد صحة المعلومات الحقيقية، بهدف تحسين دقة وصِحة التقارير. يمكن إجراء عملية تدقيق الحقائق قبل (مسبق) نشر النص أو بعده (لاحق) أو نشر الأفكار بطريقة أخرى. التدقيق الداخلي للحقائق هو مثل التدقيق الذي يقوم به الناشر بمفرده؛ عندما يُفحص النص من قبل طرف ثالث، تسمى العملية بالتدقيق الخارجي للحقائق.
يهدف التدقيق المسبق للحقائق إلى تحديد الأخطاء بحيث يمكن تصحيح النص قبل النشر أو ربما رفضه.
غالبًا ما يتبع التدقيق للحقائق اللاحق تقرير مكتوب عن الأخطاء، وأحيانًا وفق مقياس بصري تقدمه منظمة التدقيق (على سبيل المثال، بينوكيوس في قسم تدقيق الحقائق في صحيفة واشنطن بوست، أو تصنيفات تروث-أو-متر في موقع بوليتيفاكت.كوم). خُصصت العديد من المنظمات لعمليات تدقيق الحقائق اللاحق: ومن الأمثلة على ذلك فاكتشيك.أورغ و بوليتيفاكت.كوم في الولايات المتحدة، و فول فاكت في المملكة المتحدة.
ظهرت منظمات تدقيق الحقائق اللاحق الخارجي لأول مرة في الولايات المتحدة في أوائل العقد الأول من القرن الحادي والعشرين، وازدات أهمية هذا المفهوم وانتشر في بلدان أخرى مختلفة خلال العقد الأول من القرن الحادي والعشرين. تبقى الولايات المتحدة السوق الأكبر لعمليات تدقيق الحقائق. عملية البحث حول تأثير تدقيق الحقائق حديثة نسبيًا، لكن البحث الحالي يشير إلى أن عملية تدقيق الحقائق تصحح بالفعل المفاهيم المنتشرة بين المواطنين، فضلًا عن كونها تثني السياسيين عن نشر ادعاءات كاذبة أو مضللة.

## تدقيق الحقائق اللاحق
بدأت عمليات تدقيق الحقائق اللاحق الخارجي من قبل منظمات مستقلة في الولايات المتحدة في أوائل العقد الأول من القرن الحادي والعشرين. ازدادت شعبية عملية تدقيق الحقائق وانتشرت في العديد من البلدان وخاصةً في أوروبا وأمريكا اللاتينية في عام 2010، وخاصة بعد انتخاب دونالد ترامب رئيسًا للولايات المتحدة في عام 2016. ومع ذلك، تبقى الولايات المتحدة أكبر سوق لعملية تدقيق الحقائق.

### التوافق بين مدققي الحقائق
وجدت إحدى الدراسات أن مدققي الحقائق لموقع بوليتيفاكت.كوم، و فاكتشيك.أورغ، وقسم تدقيق الحقائق في صحيفة واشنطن بوست يتفقون بشكل كبير في تقييماتهم للادعاءات. ومع ذلك، وجدت دراسة أجراها مورغان مارياتا، وديفيد سي باركر، وتود باوزر أن هناك «اختلافات جوهرية في الأسئلة المطروحة والإجابات المقدمة». وخلصوا إلى أن هذا يقلل من «الفائدة المرجوة من عملية تدقيق الحقائق بالنسبة للمواطنين الذين يحاولون تحديد النسخة الأصدق من الحقائق المشكوك بأمرها».
وجدت ورقة بحثية قامت بها كلوي ليم، وهي طالبة دكتوراه في جامعة ستانفورد، القليل من التداخل بين البيانات التي يفحصها مدققو الحقائق. فمن أصل 1,178 تحقيقًا قام به موقع بوليتيفاكت.كوم و 325 تحقيقًا لقسم تدقيق الحقائق في صحيفة واشنطن بوست، كان هناك 77 موضوعًا فقط دُقق من قبل الجهتين معًا. ووجدت الدراسة أن مدققي الحقائق أعطوا نفس الدرجات ل49 موضوعًا، وأعطوا درجات متقاربة ل22 من أصل 77موضوعًا، أي أنهم اتفقوا بنسبة 92%. واختتمت ليم قائلةً: «في النهاية وفي بعض الحالات، قد يعيق الغموض الإستراتيجي للسياسيين أهداف حركة تدقيق الحقائق». تكون عملية تدقيق الحقائق أحيانًا موضع شك، ويرجع ذلك بشكل جزئي إلى أن مدققي الحقائق هم مجرد بشر، وأيضًا لأن هدف بعض حالات تدقيق الحقائق كان مبهمًا.

### الأخبار المزيفة ووسائل التواصل الاجتماعي
أدى تكييف وسائل التواصل الاجتماعي لتصبح منصة شرعية شائعة الاستخدام، إلى خلق مخاوف واسعة النطاق بشأن الأخبار المزيفة في هذا المجال. يقدم انتشار الأخبار المزيفة عبر منصات التواصل الاجتماعي مثل الفيسبوك، والتويتر، والأنستاغرام فرصةً للتأثيرات الشديدة السلبية على المجتمع، وبالتالي تكتسب مجالات البحث الجديدة المتعلقة بالتحقق من الأخبار المزيفة على وسائل التواصل الاجتماعية زخمًا. ومع ذلك، فإن التحقق من الأخبار المزيفة على وسائل التواصل الاجتماعي يطرح تحديات تجعل من التقنيات السابقة المستخدمة لاستخراج البيانات والكشف عنها غير كافية. وبهذه الصفة، يدعو الباحثون إلى القيام بالمزيد من العمل فيما يتعلق بالأخبار المزيفة بكونها تتعارض مع علم النفس والنظريات الاجتماعية، وتعديل الخوارزميات الحالية لاستخراج البيانات لتطبيقها على شبكات التواصل الاجتماعي. علاوةً على ذلك، نشرت العديد من المقالات العلمية التي تحث السوق على إيجاد طرق أوتوماتيكية يمكن من خلالها فلترة الأخبار المزيفة من اليوميات على وسائل التواصل الاجتماعي.

### الأبحاث الجارية في مجال تدقيق الحقائق والتحقق من صحة الأخبار الزائفة
كانت الأخبار المزيفة موضوع نقاش شائع من قبل الرئيس ترامب ووسائل الإعلام، منذ الانتخابات الرئاسية الأمريكية لعام 2016. أصبح وجود الأخبار المزيفة حقيقةً منتشرةً في كل مكان، وقد أجريت الكثير من الأبحاث التي تهدف إلى فهم الأخبار المزيفة وتحديدها ومكافحتها. بدأ أيضا عدد من الباحثين بقصة استخدام الأخبار المزيفة للتأثير على الحملة الرئاسية لعام 2016. وجد أحد الأبحاث دليلًا على استهداف الأخبار الكاذبة المؤيدة لترامب بشكل انتقائي للمحافظين وأنصار ترامب في عام 2016. ووجد الباحثون أن مواقع التواصل الاجتماعي، والفيسبوك بشكل خاص، منصات قوية لنشر أخبار معينة مزيفة لتصل إلى المجموعات المستهدفة من أجل مناشدة مشاعرهم خلال السباق الرئاسي 2016. بالإضافة إلى ذلك، وجد باحثون من جامعة ستانفورد، وجامعة نيويورك، والمكتب القومي للأبحاث الاقتصادية أدلةً تظهر مدى ارتفاع مستوى التفاعل مع الأخبار المزيفة على فيس بوك وتويتر خلال عام 2016.
أُنجز الكثير من العمل في الآونة الأخيرة في سبيل كشف الأخبار المزيفة والتعرف عليها من خلال التعلم الآلي والذكاء الاصطناعي. في عام 2018، قام باحثون في سي إس إيه آي إل(مختبر علوم الكمبيوتر والذكاء الاصطناعي) التابع لمعهد ماساتشوستس للتكنولوجيا (إم آي تي) بإنشاء واختبار خوارزمية التعلم الآلي لتحديد المعلومات الخاطئة من خلال البحث عن الأنماط، والكلمات، والرموز الشائعة التي تظهر عادةً في الأخبار المزيفة. وقاموا بأكثر من ذلك، حيث أصدروا مجموعة بيانات مفتوحة المصدر مع فهرس كبير للمصادر التاريخية للأخبار مع درجات دقتها لتشجيع الباحثين الآخرين على استكشاف وتطوير أساليب وتقنيات جديدة لكشف الأخبار المزيفة.[بحاجة لمصدر]

### اليوم العالمي لتدقيق الحقائق
قُدّم مفهوم اليوم العالمي لتدقيق الحقائق في مؤتمر للصحفيين ومدققي الحقائق في كلية لندن للاقتصاد في يونيو عام 2014. ابتكرت العطلة رسميًا في عام 2016 واحتفل فيها لأول مرة في 2 أبريل عام 2017. انبثقت فكرة اليوم العالمي لتدقيق الحقائق من حملات المعلومات المضللة العديدة الموجودة على الإنترنت، وخاصةً على مواقع التواصل الاجتماعي. وازدادت أهميتها بعد انتخابات عام 2016 التي وضعت الأخبار الكاذبة والاتهامات بالقيام بها في مقدمة القضايا الإعلامية. تقام العطلة في 2 أبريل لأن «الأول من أبريل هو يوم كذبة أبريل. و2 أبريل هو يوم الحقائق». تتكون أنشطة اليوم العالمي لتدقيق الحقائق من العديد من المؤسسات الإعلامية التي تساهم في تقديم مصادر لتدقيق الحقائق، ومقالات، ودروس للطلاب وعامة الناس بهدف المزيد من المعرفة حول كيفية تحديد الأخبار المزيفة ووقف انتشار المعلومات المضللة. ركّز اليوم العالمي لتدقيق الحقائق لعام 2020 بشكل خاص على كيفية التعرف على معلومات حول كوفيد-19 بشكل صحيح.